# Joseph Reynolds Green
Pour les articles homonymes, voir Joseph Green et Green.
Joseph Reynolds Green (3 décembre 1848, Stowmarket - 3 juin 1914, Cambridge) est un botaniste, biochimiste et physiologiste anglais.

## Ouvrages
- (en) Joseph Reynolds Green, A history of Botany, 1860-1900 : Being a continuation of Sachs' History of botany, 1530-1860, Oxford, Clarendon Press, 1909, 543 p. (lire en ligne)
- (en) Joseph Reynolds Green, A history of Botany : in the United Kingdom from the earliest times to the end of the 19th century, Londres, J.M. Dent & Sons Limited, 1914, 648 p. (lire en ligne)